# Cultivo (microbiología)

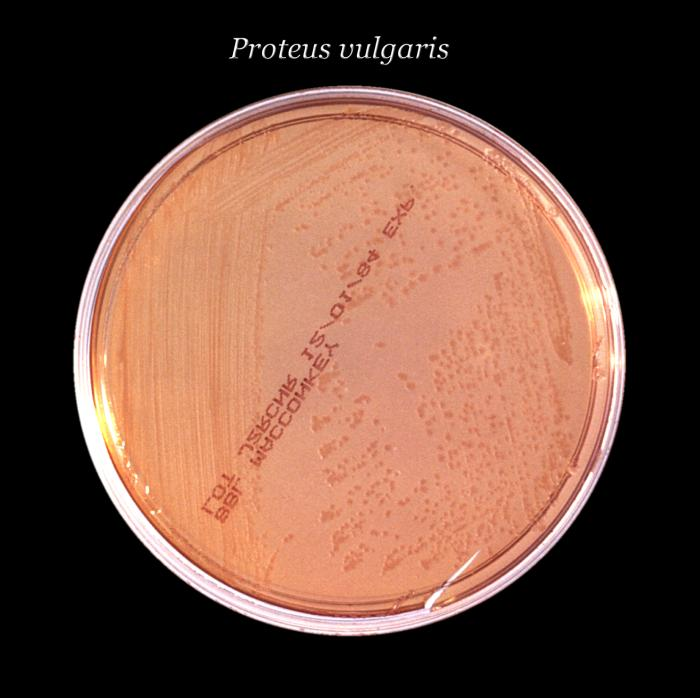
Placa de Petri con agar McConkey sólido y un inóculo en estría de Proteus vulgaris.

En microbiología, un cultivo es un método para la multiplicación de microorganismos, tales como bacterias, hongos y parásitos, en el que se prepara un medio óptimo para favorecer el proceso deseado. Un cultivo es empleado como un método fundamental para el estudio de las bacterias y otros microorganismos que pueden ser patógenos o no.

## Características
Un microorganismo se puede sembrar en un medio líquido o en la superficie de un medio sólido de agar. Los medios de cultivo contienen distintos nutrientes que van, desde azúcares simples hasta sustancias complejas como la sangre o el extracto de caldo de carne. Para aislar o purificar una especie bacteriana a partir de una muestra formada por muchos tipos de bacterias, se siembra en un medio de cultivo sólido donde las células que se multiplican no cambian de localización; tras muchos ciclos reproductivos, cada bacteria individual genera por escisión binaria una colonia macroscópica compuesta por decenas de millones de células similares a la original. Si esta colonia individual se siembra a su vez en un nuevo medio crecerá como cultivo puro de un solo tipo de bacteria.[cita requerida]
La principal diferencia entre un medio de cultivo sólido y uno líquido es que el medio de cultivo sólido contiene un 1,5–2% de agar-agar, mientras que el medio líquido no contiene agar-agar.

## Tipos de Cultivos
Existen 2 tipos de cultivo dependiendo de las especies desarrolladas en él. Por un lado tenemos los cultivos mixtos, son aquellos que contienen dos o más especies o cepas del microorganismo y cultivo puro o axénico, donde todos los microorganismos son de la misma especie. Estos últimos se obtienen al aislar una sola célula o colonia de una especie y cultivarla en condiciones controladas. Es fundamental para estudios específicos de una especie en particular, como identificar patógenos o realizar experimentos detallados sobre las características de un microorganismo.

## Indicaciones

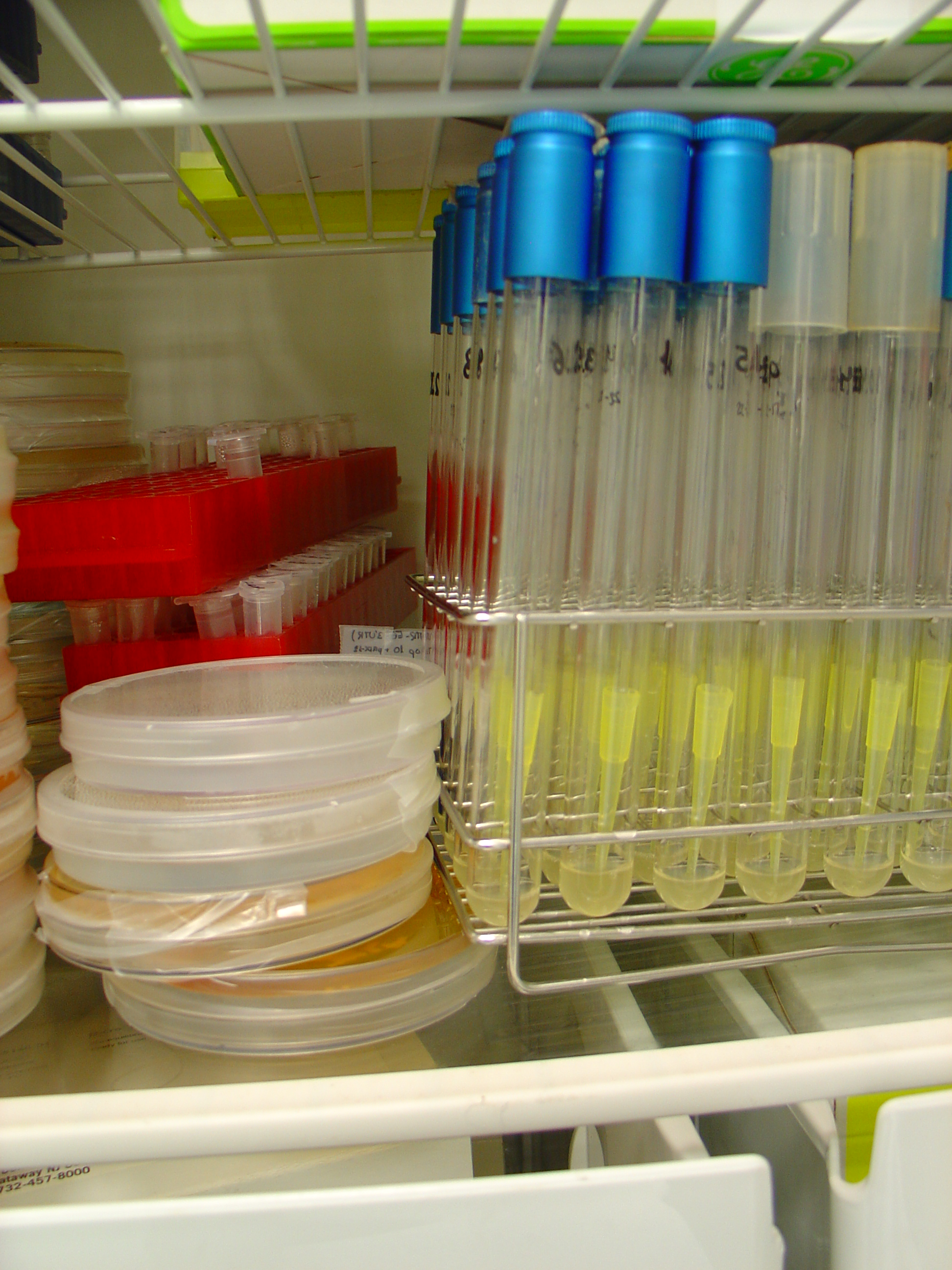
A la izquierda, placas de Petri con cultivos bacterianos en medio sólido. A la derecha, tubos con cultivos en medio líquido inoculados con puntas de micropipeta.

Muchas especies bacterianas son tan parecidas morfológicamente que es imposible diferenciarlas sólo con el uso del microscopio. En este caso, para identificar cada tipo de bacteria, se estudian sus características bioquímicas sembrándolas en medios de cultivo especiales. Así, algunos medios contienen un producto que inhibe el crecimiento de la mayoría de las especies bacterianas, pero no la del tipo que se desea averiguar si está presente. Otras veces, el medio de cultivo contiene determinados azúcares especiales que sólo pueden utilizar algunas bacterias. En algunos medios se añaden indicadores de pH que cambian de color cuando uno de los nutrientes del medio es fermentado y se generan catabolismos ácidos. Si las bacterias son capaces de producir fermentación, generan gases que pueden ser detectados cuando el cultivo se realiza en un tubo cerrado.[cita requerida]
Con otros medios de cultivo se puede identificar si las bacterias producen determinadas enzimas que digieren los nutrientes. Así, algunas bacterias con enzimas hemolíticas (capaces de romper los glóbulos rojos) producen hidrólisis y cambios apreciables prosaicamente en las placas de agar-sangre.[cita requerida]
Los diferentes medios y técnicas de cultivo son esenciales en un laboratorio de microbiología, pues sirven para el aislamiento de bacterias desde muestras o materiales patógenos como secreciones purulentas, orina, órganos, así como de alimentos como leche o carne. También permite el estudio morfológico de las colonias bacterianas, la conservación de cepas previamente identificadas en colecciones microbianas, y la clasificación y tipificación de bacterias mediante el análisis de sus propiedades bioquímicas en medios diferenciales. Además, facilita la obtención de toxinas y el estudio de sus características, así como el cultivo y la cosecha de bacterias para la elaboración de productos biológicos como vacunas, antígenos, etc.

## Requerimientos

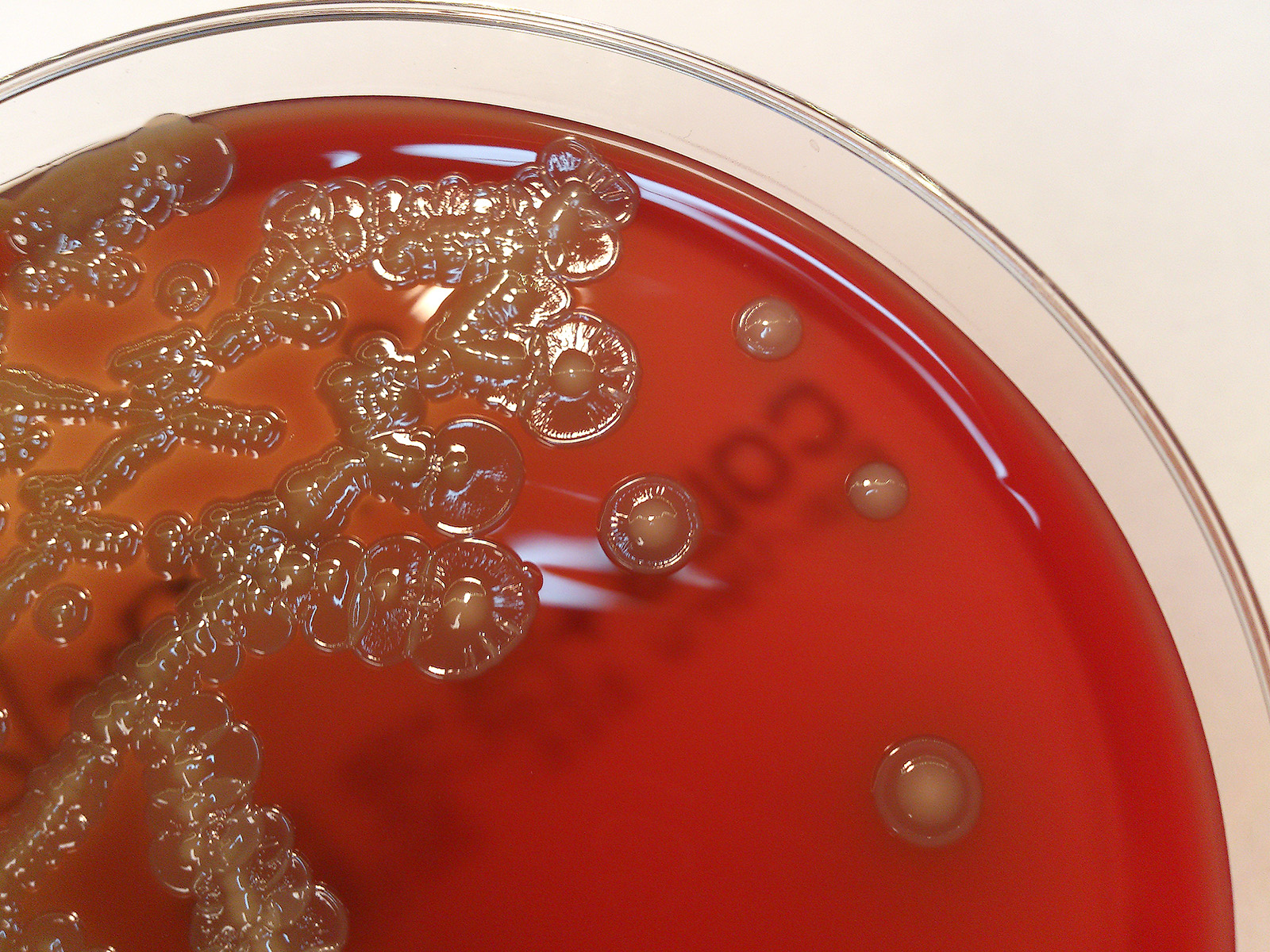
Cultivo en un medio de agar sangre (Bergeyella zoohelcum).

Los medios de cultivo, para poder ser utilizados y garantizar que los resultados obtenidos a partir de ellos sean confiables, deben cumplir con los siguientes requisitos:
- Disponibilidad de nutrientes.
- Consistencia adecuada del medio.
- Presencia o ausencia de oxígeno y otros gases.
- Condiciones adecuadas de humedad (mantener en frigorífico).
- Luz ambiental.
- pH adecuado.
- Temperatura.
- Esterilidad.